# خط طول 100° شرق
خط طول 100° شرق هو أحد خطوط الطول الجغرافية، والتي تمتد من القطب الشمالي الجغرافي إلى القطب الجنوبي الجغرافي، وحسب التحويل الزمني يتقدم خط طول 100° شرق عن خط غرينتش بـ6 ساعات و40 دقيقة.

## من القطب إلى القطب
ينطلق خط طول 100° شرق من القطب الشمالي نحو القطب الجنوبي مرورا بالمناطق التي ترد في الجدول التالي:
| الإحداثيات                           | البلد أو الإقليم أو البحر | ملاحظات |
| ------------------------------------ | ------------------------- | --- |
| 90°0′N 100°0′E / 90.000°N 100.000°E  | المحيط المتجمد الشمالي    | |
| 80°39′N 100°0′E / 80.650°N 100.000°E | بحر لابتيف                | |
| 79°51′N 100°0′E / 79.850°N 100.000°E | روسيا                     | كراسنويارسك كراي — جزيرة ثورة أكتوبر، سيفيرينيا زيمليا |
| 78°55′N 100°0′E / 78.917°N 100.000°E | بحر كارا                  | |
| 78°16′N 100°0′E / 78.267°N 100.000°E | روسيا                     | كراسنويارسك كراي — جزيرة البلاشفة، سيفيرينيا زيمليا |
| 77°57′N 100°0′E / 77.950°N 100.000°E | بحر كارا                  | |
| 76°27′N 100°0′E / 76.450°N 100.000°E | روسيا                     | كراسنويارسك كراي إركوتسك أوبلاست — من 58°4′N 100°0′E / 58.067°N 100.000°E بورياتيا — من 53°19′N 100°0′E / 53.317°N 100.000°E |
| 51°45′N 100°0′E / 51.750°N 100.000°E | منغوليا                   | |
| 42°39′N 100°0′E / 42.650°N 100.000°E | جمهورية الصين الشعبية     | منغوليا الداخلية قانسو — من 40°55′N 100°0′E / 40.917°N 100.000°E Inner Mongolia — من 40°17′N 100°0′E / 40.283°N 100.000°E Gansu — من 39°45′N 100°0′E / 39.750°N 100.000°E تشينغهاي — من 38°17′N 100°0′E / 38.283°N 100.000°E سيتشوان — من 32°56′N 100°0′E / 32.933°N 100.000°E يونان (الصين) — من 28°32′N 100°0′E / 28.533°N 100.000°E |
| 21°42′N 100°0′E / 21.700°N 100.000°E | ميانمار (Burma)           | |
| 20°25′N 100°0′E / 20.417°N 100.000°E | تايلاند                   | |
| 12°50′N 100°0′E / 12.833°N 100.000°E | خليج تايلاند              | |
| 12°13′N 100°0′E / 12.217°N 100.000°E | تايلاند                   | |
| 12°10′N 100°0′E / 12.167°N 100.000°E | خليج تايلاند              | |
| 9°47′N 100°0′E / 9.783°N 100.000°E   | تايلاند                   | جزر كو فا نجان وجزيرة ساموي |
| 9°25′N 100°0′E / 9.417°N 100.000°E   | خليج تايلاند              | |
| 8°33′N 100°0′E / 8.550°N 100.000°E   | تايلاند                   | |
| 6°34′N 100°0′E / 6.567°N 100.000°E   | مضيق ملقا                 | مرورا بشرق the لانكاوي islands, ماليزيا (في 6°18′N 99°56′E / 6.300°N 99.933°E) · مرورا بغرب جزيرة بينانق, ماليزيا (في 5°26′N 100°10′E / 5.433°N 100.167°E) |
| 2°43′N 100°0′E / 2.717°N 100.000°E   | إندونيسيا                 | جزيرة سومطرة |
| 0°29′S 100°0′E / 0.483°S 100.000°E   | المحيط الهندي             | |
| 2°31′S 100°0′E / 2.517°S 100.000°E   | إندونيسيا                 | جزيرة باغاي الشمالية |
| 2°51′S 100°0′E / 2.850°S 100.000°E   | المحيط الهندي             | |
| 60°0′S 100°0′E / 60.000°S 100.000°E  | المحيط الجنوبي            | |
| 65°39′S 100°0′E / 65.650°S 100.000°E | القارة القطبية الجنوبية   | الإقليم الأسترالي في القارة القطبية الجنوبية، المطالب الإقليمية بالقارة القطبية الجنوبية by أستراليا |